# Cārvāka
Con il sostantivo maschile sanscrito cārvāka (Devanāgarī: चार्वाक; adattato in lingua inglese come charvaka)  indicati a volte anche come lokāyata (lett. "esteso al mondo" [?]) si indica in quella lingua i seguaci dell'omonima scuola filosofica materialista che si ritiene contemporanea al buddhismo antico, fondata, secondo alcune ben più tarde fonti, dal leggendario Brḥaspati. Va subito detto che le fonti che attestano l'esistenza di una simile scuola hindū sono decisamente scarse.
Più raramente viene usato anche il termine Nāstikā nel significato di “coloro che negano”. Infatti in sanscrito asti è colui che crede nelle divinità, nāsti quello che non ci crede. La dottrina cārvāka è considerata fortemente blasfema oltre che atea perché nega alcun valore a uno dei pilastri fondamentali della religiosità indiana, i libri sacri Veda, e con essi tutta la dottrina, i rituali e la mitologia ad essi legati. Cārvakā, lokāyatā e nāstikā sono considerati quindi in India gli atei materialisti. Il primo termine è però quello più noto e che in relazione ai suoi sviluppi nel tempo è il più significativo sotto il profilo filosofico. Scuola di pensiero molto antica e considerabile pre-induista essa è radicalmente materialista e ateista originaria dell'India.

## Perdita integrale delle opere
I dati disponibili suggeriscono che la filosofia Cārvāka sia nata in India e fondi le proprie radici nelle Brhaspati Sutra attorno al 600 a.C.; tuttavia nessun testo originale della scuola si è preservato fino ad oggi. Tutti gli scritti sono noti solo tramite frammenti citati dai suoi oppositori indù e buddhisti. Le tracce più recenti della filosofia Cārvāka risalgono al XV secolo.
In contrapposizione alla nozione che i seguaci della dottrina Cārvāka si opponessero a quanto c'è di buono nella tradizione vedica Dale Riepe obiettò: «Si può dedurre dal materiale rimasto che i Cārvāka tenessero la verità, l'integrità la coerenza e la libertà di pensiero nella più alta considerazione».

## Madhavacharya e la dottrina Cārvāka
Madhavacharya, il filosofo vedico del XV secolo, originario dell'India meridionale, inizia il suo famoso lavoro, il Sarva-darsana-sangraha, con un capitolo dedicato alla dottrina Cārvāka con l'intenzione di confutarla. Dopo aver invocato le divinità indù Śiva e Visnù (per i quali furono creati il modo e tutto il resto) il filosofo chiede:
Finché la vita è tua vivila con gioia
Nessuno può sfuggire all'occhio indagatore della morte
Una volta che il nostro guscio sia stato bruciato
Come potrà più ritornare?»
(Madhavacharya)

## Brihaspati e Lokāyata
Si crede che il saggio indù Brihaspati, l'istitutore degli dei vedici, abbia istituito e creduto nella dottrina Lokayata; tuttavia questo solleva un gran numero di contraddizioni con le scritture Indù. Verosimilmente esisterono due filosofi di nome Brihaspati. Alcuni testi antichi, come il Brhati (una critica al Saabarbhaashya) o il Sarvadarsanasangraha menzionano Brihaspati come fondatore e maestro della dottrina Cārvāka.
I versi più noti, attribuiti a Brihaspati, enunciano un principio che verrà, ironicamente, usato dai suoi oppositori per confutarlo:
(Brihaspati)
Il ghee, cioè burro di bufala fuso, è spesso usato, nel contesto della dottrina Ayurveda (medicina tradizionale indiana), nella frase «il ghee è vita» (aayurghritam). La frase è la settima di una serie di undici versi nel trattato Sarvadarsana Sangraha.
Anche se non ci sono certezze su chi sia il vero autore di questi versi attribuiti a Brihaspati non ci sono dubbi sul fatto che riflettano la dottrina Cārvāka. In particolare criticano i benefici economici ottenuti dai bramini per mezzo delle funzioni religiose. Il 'ghee' occupa un posto di rilievo: veniva considerato come prototipo del buon cibo e un'offerta prediletta per le cerimonie Indù.
I seguaci della dottrina Cārvāka ritenevano che la vita serena e soddisfacente, simboleggiata dal ghee, fosse la via per la propria realizzazione. Gli oppositori della scuola consideravano l'aderenza ai principi dell'artha e del kama, trascurando però il dharma (e il moksha), come una sorta di estremo edonismo egocentrico.
Nell'epica dell'Induismo Mahābhārata, un Cārvāka amico di Duryodhana, fu bruciato vivo. Egli era uno dei pochi discendenti dei già antichi Cārvāka secondo Krishna, l'avatar del dio della preservazione Visnù.